# British Boys Championship
Het British Boys Championship is een matchplay golfkampioenschap in Engeland.
De eerste editie was in 1921, en werd gespeeld op de Royal Ascot Golf Club, net als de tweede editie. Daarna is het toernooi nooit mee tweemaal achter elkaar op dezelfde baan gespeeld. De deelnemers mochten in het begin niet ouder zijn dan 16 jaar. In 1923 werd dit veranderd in 18 jaar, en dat geldt nog steeds.

## Formule
Omdat er zoveel inschrijvingen zijn (252 spelers in 2010) wordt op twee banen gespeeld. Iedere deelnemer speelt een strokeplay ronde op iedere baan om te kwalificeren voor het uiteindelijke matchplay toernooi. 

De beste 64 deelnemers spelen daarna matchplay. Na ronde 1 zijn er nog 32 spelers over, na ronde 2 nog 16, na ronde 3 nog 8, na ronde 4 nog 4 en na ronde 5 nog maar twee spelers. Deze twee spelen de finale die uit 36 holes bestaat.

## Winnaars sinds 1946
| Jaar | Baan                            | Winnaar             | Finalist             |
| ---- | ------------------------------- | ------------------- | -------------------- |
| 1946 | Bruntsfield Links               | Alan F.D. MacGregor | D.F. Dunstan         |
| 1947 | Royal Liverpool                 | J. Armour           | I. Caldwell          |
| 1948 | Kilmarnock (Barassie)           | J.D. Pritchett      | D.H. Reid            |
| 1949 | St Andrews                      | H. MacAnespie       | Norman Drew          |
| 1950 | Royal Lytham & St Anne's        | J. Glover           | I. Young             |
| 1951 | Prestwick                       | N. Dunn             | M.S.R. Lunt          |
| 1952 | Formby                          | Michael Bonallack   | A.E. Shepperson      |
| 1953 | Dunbar                          | A.E. Shepperson     | A.T. Booth           |
| 1954 | Royal Liverpool                 | A.F. Bussell        | K. Warren            |
| 1955 | Kilmarnock (Barassie)           | S.C. Wilson         | B.J.K. Aitken        |
| 1956 | Sunningdale                     | J. Ferguson         | C.W. Cole            |
| 1957 | Carnoustie                      | D. Ball             | J. Wilson            |
| 1958 | Moortown                        | R. Braddon          | I.M. Stungo          |
| 1959 | Pollok                          | A.R. Murphy         | E.M. Shamash         |
| 1960 | Olton                           | P. Cros             | P.O. Green           |
| 1961 | Dalmahoy                        | F.S. Morris         | Clive Clark          |
| 1962 | Royal Mid-Surrey                | Peter Townsend      | D.C. Penman          |
| 1963 | Prestwick                       | A.H.C. Soutar       | D.I. Rigby           |
| 1964 | Formby                          | Peter Townsend      | R.J. Gray            |
| 1965 | Gullane                         | G.R. Milne          | D.K. Midgley         |
| 1966 | Moortown                        | A. Phillips         | A. Muller            |
| 1967 | Western Galies                  | L.P. Tupling        | S.C. Evans           |
| 1968 | Royal Lytham & St Anne's        | S.C. Evans          | K. Dabson            |
| 1969 | Dunbar                          | M. Foster           | M. Gray              |
| 1970 | Hillside                        | I.D. Gradwell       | J.E Murray           |
| 1971 | Kilmarnock-Barassie             | Howard Clark        | G. Harvey            |
| 1972 | Moortown                        | G. Harvey           | R. Newsome           |
| 1973 | Blairgowrie                     | D.M. Robertson      | S. Betti             |
| 1974 | Royal Liverpool                 | T.R. Shannon        | Sandy Lyle           |
| 1975 | Bruntsfield Links               | Brian Marchbank     | Sandy Lyle           |
| 1976 | Sunningdale                     | Mark Mouland        | G. Hargreaves        |
| 1977 | Downfield                       | I. Ford             | Colin R. Dalgliesh   |
| 1978 | Seaton Carew                    | S. Keppler          | M. Stokes            |
| 1979 | Kilmarnock-Barassie             | Ronan Rafferty      | David Ray            |
| 1980 | Formby                          | David Muscroft      | A. Llyr              |
| 1981 | Gullane                         | J. Lopez            | R. Weedon            |
| 1982 | Burnham & Berrow                | M. Grieve           | G. Hickman           |
| 1983 | Glenbervie                      | José Maria Olazabal | Marc Pendaries       |
| 1984 | Royal Porthcawl                 | L. Vannet           | Adam Mednick         |
| 1985 | Royal Burgess                   | J. Cook             | W. Henry             |
| 1986 | Seaton Carew                    | L. Walker           | G. King              |
| 1987 | Kilmarnock (Barassie)           | C. O'Carroll        | P. Olsson            |
| 1988 | Formby                          | S. Pardoe           | D. Haines            |
| 1989 | Nairn                           | Carl Watts          | C. Fraser            |
| 1990 | Hunstanton                      | Michael Welch       | Matthew Ellis        |
| 1991 | Montrose                        | Francis Valera      | R. Walton            |
| 1992 | Royal Mid-Surrey                | Leif Westerberg     | Fredrik Jacobson     |
| 1993 | Glenbervie                      | David Howell        | V. Gustavsson        |
| 1994 | Little Aston                    | C. Smith            | Chris Rodgers        |
| 1995 | Dunbar                          | Steven Young        | Sam Walker           |
| 1996 | Littlestone                     | Kenneth Ferrie      | Mark Pilkington      |
| 1997 | Saunton Sands                   | Sergio García       | R. Jones             |
| 1998 | Ladybank                        | Steven O'Hara       | Stefano Reale        |
| 1999 | Royal St David's                | Alfonso Gutiérrez   | Michael Skelton      |
| 2000 | Hillside                        | David Inglis        | ?? David Skinns      |
| 2001 | Ganton                          | Pablo Martín        | Rafael Cabrera Bello |
| 2002 | Carnoustie                      | Mark Pilling        | Rhys Davies          |
| 2003 | Royal Liverpool                 | Rhys Davies         | Pablo Martín         |
| 2004 | Conwy                           | Jordan Findlay      | Tom Sherreard        |
| 2005 | Hunstanton                      | Bernhard Neumann    | Jordan Findlay       |
| 2006 | Royal Aberdeen                  | Matthew Nixon       | Bjørn Åkesson        |
| 2007 | Royal Porthcawl                 | Emilio Cuartero     | Fraser Fotheringham  |
| 2008 | Little Aston                    | Pedro Figueiredo    | Fraser McKenna       |
| 2009 | Royal St George's               | Tom Lewis           | Eddie Pepperell      |
| 2010 | Kilmarnock (Barassie)           | Adrian Otaegui      | Max Rottluff         |
| 2011 | Burnham & Berrow en Enmore Park | Harrison Greenberry | Patrick Kelly        |
| 2012 | Notts & Coxmoor Golf Clubs      | 14-19 augustus      |                      |

## Winnaars voor 1946
| Jaar | Baan                             | Winnaar             | Finalist |  |
| ---- | -------------------------------- | ------------------- | -------- |  |
| 1921 | Royal Ascot                      |                     |          |  |
| 1922 | Royal Ascot                      |                     |          |  |
| 1926 |                                  | E.A. McRuvie        |          |  |
| 1933 | Carnoustie                       | P.B. 'Laddie' Lucas |          |  |
| 1934 | Moortown Golf Club               | R.S. Burles         |          |  |
| 1936 | Cork Golf Club of Royal Birkdale | James Bruen         |          |  |
| 1937 |                                  | Smeaton             |          |  |
| 1939 | Carnoustie                       | Sandy B. Williamson |          |  |